# Población en la Edad Media
La demografía medieval es el estudio de la población humana en la Edad Media a través de la demografía. Es un estimado del número de personas que vivieron en esa época, la población es un muy importante factor a considerar para la historia

## Períodos demográficos durante la Edad Media
La demografía en la Edad Media se divide en distintos períodos, basados en los escritos de esa época y la arqueología:
- Años 400-1000: Estable en un nivel bajo.
- Años 1000-1250: Amplio y veloz aumento de población.
- Años 1250-1350: Estable en un nivel alto.
- Años 1350-1420: Caída fuerte de la población.
- Años 1420-1470: Estable en un nivel bajo.
- Años 1470-presente: Crecimiento continuo.
- Años 1490-futuro: Estable.

## Años 400 a 1000
Con la caída del Imperio romano de Occidente vino una fuerte caída de población debido a las malas cosechas, las invasiones germanas y las constantes guerras entre los distintos estados que surgieron en lo que fue el imperio. La población europea cayó de 30 a 25 millones.
A estos factores se debería incluir la llamada Peste de Justiniano, que entre 541 y 542 afectó a Europa y que llegó a matar a 10 000 personas en Constantinopla a diario.

## Años 1000 a 1200
Durante este período la población europea creció bastante, debido a, en parte la mayor estabilidad política y unión producto de las Cruzadas, el descenso de las guerras feudales al aumentar el poder monárquico y el llamado período cálido medieval mejorando las cosechas, además de la nueva apertura comercial con la reconquista de España y Tierra Santa.

## Años 1250-1300
La población de Europa se mantuvo relativamente estable. En cambio la asiática sufrió una fuerte caída en ese período producto de las conquistas mongolas, aunque con la posterior paz interna del Imperio mongol ésta se recuperó.

## Años 1350-1470
La población cayó mucho debido a la peste negra, además de la posterior guerra de los Cien Años que devastó Francia, que fue una de las tantas guerras que se sucedieron en el período de anarquía y caos que vino al mundo tras la peste, lo que llevó a la necesidad de formar estados unificados con el paso del tiempo.
Según datos, se estima que la población de 1350 era aproximadamente de 350 millones de personas, y la peste negra terminó con aproximadamente 100-200 millones de personas (28%-57% de la población mundial de aquel momento)

## Demografía por país

### Francia
Al final  del imperio romano en el siglo V la población gala era de 12,2 millones de personas; pero esta decayó con las invasiones de los bárbaros y la caída del comercio, lo que afectó las fuentes de suministros de las ciudades provocando la ruralización de la población, no solo la Galia, sino en todo el imperio. 
En el siglo IX esta cayo a los 8,8 millones y en el siglo X a solo 5 millones. Esta reducción tan drástica se debió a las constantes guerras feudales producto de la división interna del país.
En el año 1200 era de 12 a 16 millones, cien años después era de 18 a 20 millones de personas, había crecido debido a la unificación del país, pero con la peste negra y la guerra de los Cien Años esta cayó mucho y hacia el año 1400 era de 13 a 15 millones, ya que Francia fue muy afectada.

### Islas británicas
La población de la provincia de Britania era de 3 a 3,5 millones de personas. Tras la invasión germana de los sajones, jutos y anglos esta cayó en el posterior período de guerra civil entre los distintos reinos a cerca de 1 millón de personas. Además de las invasiones vikingas.
Pero tras la unificación del país la población creció al 1300 en 5 o 7 millones de personas.
Pero cayó tras la peste negra a menos de 4 millones de personas. Ya en el año 1500 se había recuperado llegando a 5 millones.

### Península ibérica
A fines del imperio romano la población peninsular era de 6 millones de personas, pero con la posterior división del territorio en varios reinos producto de la invasiones germanas la población se redujo a 4 millones, además solo 300 000 germanos se instalaron en la península, la mayoría visigodos. La península ibérica fue la única región europea ocupada por los musulmanes de manera permanente durante el medievo. Pero no hay que exagerar sus consecuencias. Los invasores musulmanes fueron muy pocos en el 711. Hasta el 756 no debieron pasar de 60 000. Tuvo más importancia en la heterogeneidad étnica: árabes, sirios, egipcios y bereberes, que en los aportes de población efectivos. 
La presencia de bereberes no se consolidó hasta la organización del ejército de Almanzor, a finales del siglo X. Luego, con las invasiones almorávide y almohade de los siglos XI y XII, llegarían más norteafricanos, pero siempre serían una minoría. La mayoría de la población era muladí, al lado de ellos estaban los mozárabes, los judíos, los árabes, sirios, egipcios y bereberes, los esclavos negros y blancos y los esclavones. Los mozárabes desaparecerían en 1126, perseguidos por los almorávides. 
El crecimiento vegetativo de la población musulmana era notable, pero las persecuciones terminaban, con frecuencia, con la huida o el destierro de amplios sectores de la población. Además, la Reconquista no favoreció un clima de paz en el que la población creciese sin trabas. 
El proceso de reconquista lleva asociado el concepto de repoblación. Aunque en ocasiones, en las tierras conquistadas, se expulsaba a los habitantes para permitir el asentamiento de forasteros. La Reconquista tiene como motivo inmediato conseguir tierras para los colonos cristianos, al menos en principio. 
Se calcula que los habitantes que se refugiaron en los valles del norte tras la invasión musulmana eran unos 500 000, una auténtica superpoblación para la zona y sus recursos. Esta situación provocó que las primeras campañas de reconquista, del siglo VIII, tuvieran un marcado acento repoblador, para ocupar las tierras de frontera. Pero las repoblaciones de los territorios más allá del norte del Duero y el Ebro son más producto de la voluntad y la planificación que de la ocupación espontánea por parte de agricultores. Los condes y los reyes pretendían fijar colonos cristianos en las nuevas tierras conquistadas para asegurarse su dominio. Este impulso se vio favorecido por un incremento, lento pero continuo, de la población cristiana. 
Durante los siglos IX y X la repoblación del norte del Duero y Cataluña la Vieja se hizo con población cristiana. Desde mediados del siglo XI y hasta el XIII, la Reconquista avanzará sobre territorios poblados por musulmanes, pero coincidirá con una etapa de crecimiento de la población cristiana. 
La población musulmana vivía mayoritariamente en ciudades, más que la cristiana, pero esta se volvió urbana al conquistar los territorios musulmanes del sur del Tajo. Muchas veces, la repoblación de estas zonas se hubo de hacer tras la expulsión de la población autóctona. Estas repoblaciones están dirigidas por las órdenes militares y la Iglesia. En general, hay demasiado espacio para repoblar, por lo que surge la gran propiedad y la agricultura extensiva. Algunas poblaciones, creadas para colonizar ciertas zonas, fracasaron, al ser tierras pobres; otras fueron abandonadas, principalmente tras la conquista de Toledo en el 1085. Durante la repoblación, por medio del asentamiento de colonos, se creó la red urbana de los reinos cristianos, a través del sistema de presura, el concejil y de los fueros que se concedían, aunque en principio serán aldeas de pocos vecinos, entre 50 y 100. 
En esta época el Camino de Santiago es una zona pacificada, y la población se asienta en su entorno; sobre todo emigrantes francos. En las tierras conquistadas permanecían los moriscos, pero con frecuencia fueron expulsados, sobre todo tras las rebeliones (1264 en las Alpujarras). 
La expansión de la Reconquista no se hizo por falta de tierras, había de sobra, sino por motivos políticos. Las ventajas que ofrecían los fueros de las poblaciones del sur provocaron la emigración desde el norte y la despoblación de las montañas cantábricas y la cuenca del Duero. En definitiva, este es un ciclo de intensas migraciones en todas las direcciones. 
En el período 750-1100 es dudoso que en la península hubiera más de 4 000 000 de habitantes, el norte sería la región con mayor densidad de población. Su crecimiento sería escaso, debido al hambre, las revueltas internas y las guerras. Los fenómenos migratorios son intensos, como la llegada de mozárabes a León durante del siglo X. 
Durante los siglos XII y XIII la Reconquista continúa, y la población aumenta ligeramente. A finales del siglo XIII, cuando solo queda Granada, la población sería de unos 5 500 000. Este aumento se atribuye a la temprana nupcialidad en las zonas seguras, y a las aportaciones de mozárabes y judíos a los reinos cristianos. Tras la expulsión de los mudéjares en 1264 muchos se instalan en Castilla. 
Entre los siglos XIV y XV la población disminuye. En realidad se da una crisis en el siglo XIV y un a recuperación en el siglo XV. La causa parece ser la peste negra, que asola la península. La epidemia afecta primero a Aragón y luego a Navarra y Castilla. Las epidemias son sucesivas y continuas desde 1348 hasta 1400. La primera se detecta en 1348 y dura hasta 1350, y afectó principalmente a Andalucía. Se calcula que la peste negra acabó con la vida de un tercio de la población, sobre todo en Aragón. La mortalidad producida por la peste negra produjo una crisis de subsistencia, al dejar los campos sin gran parte de la fuerza de trabajo. Esto significó el hambre, en muchas zonas de Aragón a la que se suma la huida de población con motivo de la guerra de 1462-1472. 
En el año 1492 se expulsa de España a unos 150 000 judíos, después de lo cual la población debe ser de unos 5 000 000 de habitantes, 6 000 000 si se incluye Portugal.

## Mundo Islámico
El imperio Islámico llegó a incluir desde la península ibérica al Asia Central, incluyendo el Magreb y Medio Oriente. A pesar de las incontables muertes producto de las guerras de expansión, los avances tecnológicos, paz interna y relativa piedad de los musulmanes que preferían la conversión voluntaria o los impuestos a los no creyentes (yizia) que la ejecución o la conversión forzada la población se recuperó.
Durante el siglo VII el imperio de los omeyas llegó a tener 40 millones de habitantes, un siglo después con los abasíes el imperio llegó a tener 50 millones de habitantes (a pesar de la separación del Al-Ándalus, pero producto de las guerras civiles y falta de poder central el imperio se dividió. El último gran imperio islámico medieval fue el de los fatimíes, que ocupó el Magreb, varias islas mediterráneas y Siria llegó a tener 62 millones de habitantes, con su centro en Egipto. 
Producto de la desaparición del imperio, las invasiones turcas, las guerras y la peste negra la población egipcia se redujo de 5 a 4 millones en el momento de la conquista otomana. En el siglo XVII la población era de 5 millones, cien años después era de 4,5 millones y al momento de la conquista inglesa era de 4,2 millones.
En cambio el Magreb tuvo entre 5,5 millones durante los almorávides y 4,3 millones durante la conquista otomana. En 1600 era de 6 millones y en 1700 solo 4,8 millones. Al momento de la conquista francesa era de 6,8 millones.
La población del Imperio sasánida llegó a su punto máximo de 78 millones de personas por algunos años con la anexión de Siria, Judea, Anatolia y Egipto que perdió al poco tiempo ante los bizantinos. Además de Yemen.
Durante la conquista islámica la población persa se redujo bastante, la población de etnia persa, siempre minoría en el imperio,  son máximo 4,5 millones en el año 1000 y era de 2,5 a 6 millones cuando llegaron los mongoles. En la conquista mongol murieron 2 a 4 millones de persas, posterior a eso en las campañas de Tarmelán murieron hasta 17 millones en todo el Medio Oriente. Para el siglo XVI además los persas pierden Pakistán y Afganistán (10 millones de personas) a manos de los mogoles hindúes, quedando con 4 millones en Persia y la de Asia Central (aún bajo su control) era de 5 a 6 millones. En 1700 la población era de 7 a 10 millones (incluyendo un 40% de zoratristas). En el 1900 tras perder el Asia Central a manos de los rusos la población iraní era de 7 millones.
En cuanto a los almorávides entre 1067 y 1075 su general Al-Bakra conquistó el Imperio de Ghana en el África Occidental, un estado africano medieval muy poderoso, con su capital en Kumbi Saleh, de 30 mil habitantes; ese país tenía cerca de un millón de habitantes y un ejército de 100 mil hombres que no pudieron detener la conquista islámica.

## Imperio bizantino
La población del imperio bizantino llegó a los 30 millones de personas (4,5 millones eran hombres adultos o ciudadanos) en su época de mayor extensión con Justiniano I en el siglo VII, pero esta se redujo enormemente al perder Egipto, Siria, Magreb e Italia a manos de los musulmanes y lombardos en el siglo siguiente. Además la población de Anatolia cayó mucho producto de las constantes guerras entre bizantinos y turcos por su dominio, además de la baja en la tasa de natalidad y la ruralización del país. Se estima que para el siglo XI en el reinado de Basilio II la población era de 18 millones:
- 10 millones en Anatolia.
- 5 millones en los Balcanes y Grecia.
- 1 millón en Constantinopla.
- 2 millones en Siria.

Un siglo después con Juan II Comneno tras nuevas pérdidas territoriales la población era de 10 a 12 millones.

## Imperio mongol
El imperio mongol se formó en relativamente en pocos años, en las campañas de conquistas los mongoles mataron de 30 a 60 millones de personas en todo el Asia. El imperio llegó a tener 100 a 110 millones de habitantes, pero los mongoles eran solo 2 millones de personas, la minoría que dominaba el país.

## Imperios medievales
- Imperio mongol: 100 a 110 millones de habitantes (1270).
- Dinastía Song: 100 mill. de ha (1100).
- Dinastía Fatimí: 62 mill. de ha (1100).
- Dinastía Abasí: 50 mill. de ha. (850).
- Imperio de Malí: 40 a 50 mill. de ha (1350).
- Dinastía Omeya: 40 mill. de ha (750).
- Imperio Tibetano: 40 mill. de ha (800).
- Imperio bizantino: 30 mill. de ha (600).
- Imperio carolingio: 15 mill. de ha (800).